# Arcos de Valdevez
Arcos de Valdevez és un municipi portuguès, situat al districte de Viana do Castelo, a la regió del Nord i a la subregió de Minho-Lima. L'any 2006 tenia 24.466 habitants. Es divideix en 51 freguesies. Limita al nord amb Monção, al nord-est amb Melgaço, a l'est amb Galícia, al sud amb Ponte da Barca, al sud-oest i oest amb Ponte de Lima i a l'oest amb Paredes de Coura.

## Població
| Població del concelho d'Arcos de Valdevez (1801 – 2004) | Població del concelho d'Arcos de Valdevez (1801 – 2004) | Població del concelho d'Arcos de Valdevez (1801 – 2004) | Població del concelho d'Arcos de Valdevez (1801 – 2004) | Població del concelho d'Arcos de Valdevez (1801 – 2004) | Població del concelho d'Arcos de Valdevez (1801 – 2004) | Població del concelho d'Arcos de Valdevez (1801 – 2004) | Població del concelho d'Arcos de Valdevez (1801 – 2004) | Població del concelho d'Arcos de Valdevez (1801 – 2004) |
| ------------------------------------------------------- | ------------------------------------------------------- | ------------------------------------------------------- | ------------------------------------------------------- | ------------------------------------------------------- | ------------------------------------------------------- | ------------------------------------------------------- | ------------------------------------------------------- | ------------------------------------------------------- |
| 1801                                                    | 1849                                                    | 1900                                                    | 1930                                                    | 1960                                                    | 1981                                                    | 1991                                                    | 2001                                                    | 2004                                                    |
| 21435                                                   | 25824                                                   | 31968                                                   | 32163                                                   | 38739                                                   | 31156                                                   | 26976                                                   | 24761                                                   | 24635                                                   |

## Freguesies
| - Aboim das Choças - Aguiã - Álvora e Loureda - Ázere - Cabana Maior - Cabreiro - Carralcova - Cendufe - Couto - Eiras - Ermelo - Extremo - Gavieira - Giela - Gondoriz - Grade - Guilhadeses | - Madalena de Jolda - Mei - Miranda - Monte Redondo - Oliveira - Paçô - Padroso - Parada - Portela - Prozelo - Rio Cabrão - Rio de Moinhos - Rio Frio - Sá - Sabadim - Salvador | - Salvador de Padreiro - Santa Cristina de Padreiro - Santa Maria de Távora - Santar - São Cosme e São Damião - São Jorge - São Paio - São Paio de Jolda - São Vicente de Távora - Senharei - Sistelo - Soajo - Souto - Tabaçô - Vale - Vila Fonche - Vilela |